# Musikgymnasium Carl Philipp Emanuel Bach
Das Musikgymnasium Carl Philipp Emanuel Bach ist ein öffentliches Musikgymnasium im Berliner Ortsteil Mitte. Musikalisch hochbegabte Kinder und Jugendliche werden dort ab der 5. Klasse unterrichtet. Das Schulgebäude befindet sich in der Rheinsberger Straße 4/5. Auswärtige Schüler haben die Möglichkeit, im Internat im Bezirk Lichtenberg zu wohnen.

## Geschichte
Im Jahre 1950 wurde die Fachgrundschule für Musik gegründet und nach Carl Philipp Emanuel Bach, dem sogenannten „Berliner Bach“, benannt. Im Schuljahr 1959/60 wurde an der Berliner Hochschule für Musik eine Kinderklasse für 10- bis 16-Jährige eingeführt, aus der sich die Spezialschule für Musik entwickelte. Seit 1965 war die Schule eine selbstständige Oberschule und gleichzeitig eine Abteilung der Hochschule.
Nach der politischen Wende wurde das Musikgymnasium Carl Philipp Emanuel Bach 14 Jahre lang als Schulversuch geführt. Seit dem Schuljahr 2005/06 ist das Gymnasium eine „Schule besonderer pädagogischer Prägung“. Dies führt zu einigen Privilegien und Spielraum für die künstlerische Entfaltung. Musikalische Grundlagenfächer wie Tonsatz und Gehörbildung erhielten zum Beispiel den Status eines regulären Schulfaches und Leistungen aus dem Wettbewerb „Jugend musiziert“ können in die Abiturnote eingebracht werden.
Das Hauptgebäude in der Rheinsberger Straße wurde bis Mai 2006 restauriert. Bei dem Nebengebäude dauern die Instandsetzungsmaßnahmen noch an.

## Lage

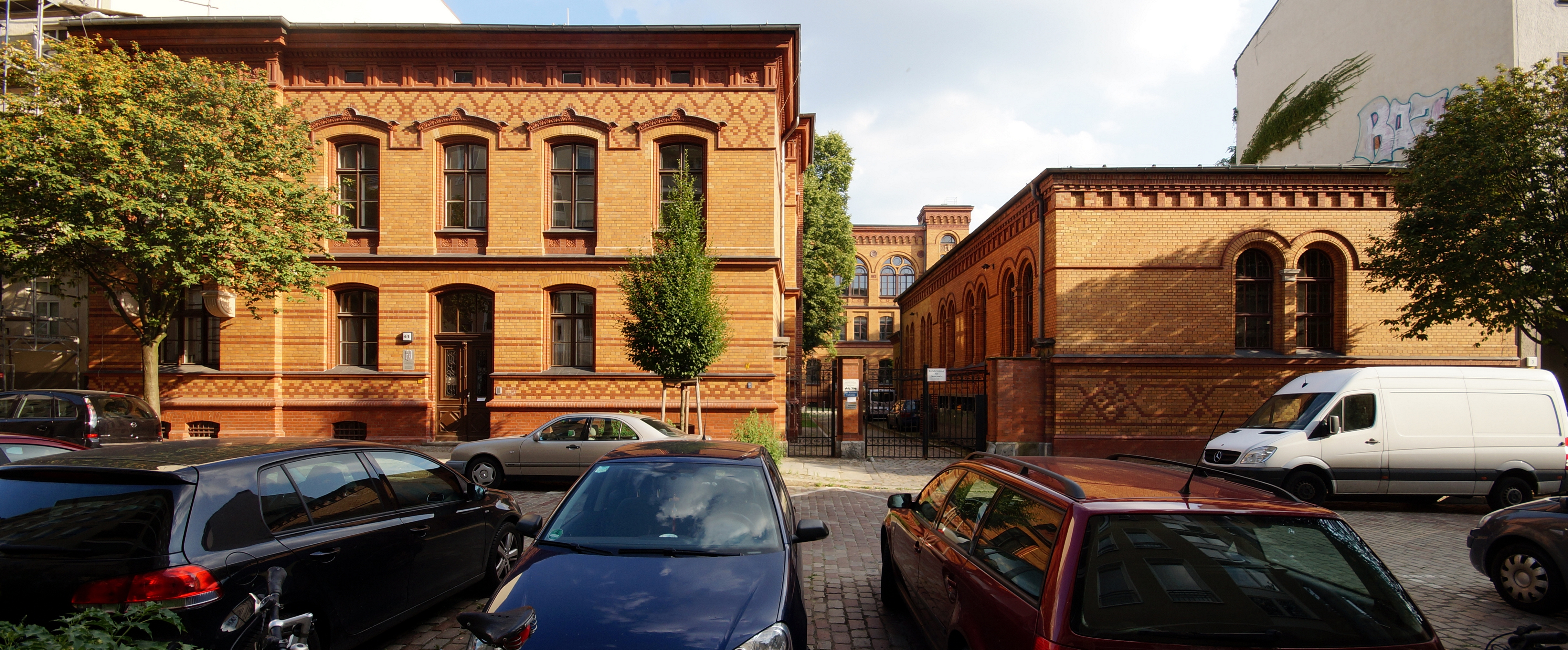
Haupteingang des Musikgymnasiums Carl Philipp Emanuel Bach in der Rheinsberger Straße

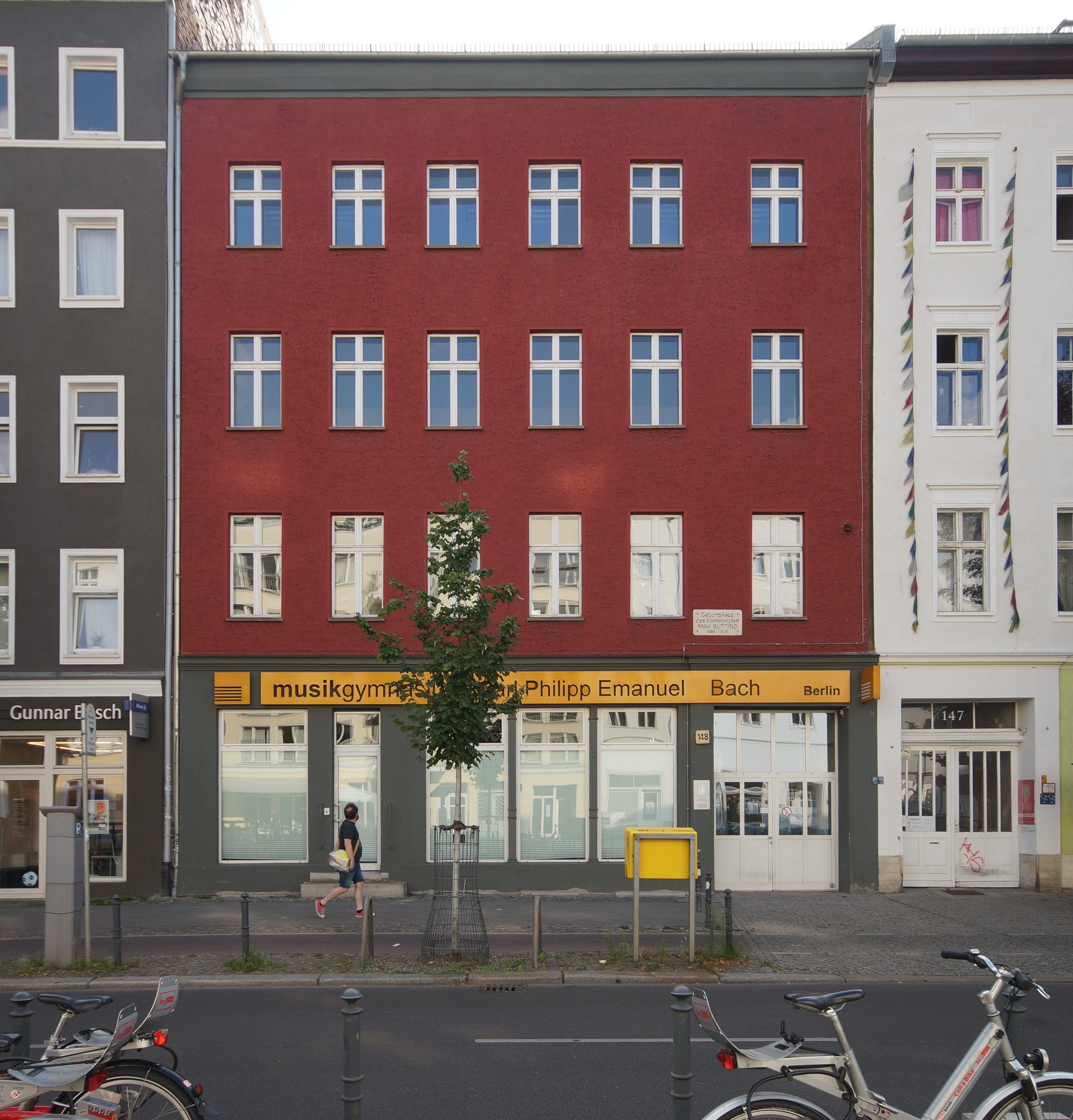
Eingang zum Musikgymnasium Carl Philipp Emanuel Bach in der Brunnenstraße

Das von der Schule genutzte Internat des Coubertin-Gymnasiums befindet sich in der Rhinstraße im Bezirk Lichtenberg.

## Schulprofil
Das Musikgymnasium Carl Philipp Emanuel Bach ist ein Spezialgymnasium. Voraussetzung für den Schulbesuch ist die Erlangung der Gasthörerschaft an einer der Berliner Musikhochschulen. Halbjährlich werden die Fortschritte vor einer Kommission aus Hochschullehrern überprüft und nach einem Punktesystem benotet. Im Rahmen seiner Gasthörerschaft erhält jeder Schüler durch Dozenten und Professoren der Hochschulen 90 Minuten Einzelunterricht im Hauptfach, 45 Minuten im Pflichtfach Klavier (ab Klasse 7), jeweils 45 Minuten Tonsatzunterricht (ab Klasse 5) und Gehörbildungsunterricht (ab Klasse 7) in Kleingruppen, zum Teil Orchesterausbildung und gegebenenfalls auch Kammermusikunterricht. Instrumentalisten, die nicht am Orchester teilnehmen, sind zum Besuch von Chorproben verpflichtet.
Neben der engen Kooperation mit den Berliner Musikhochschulen (Hochschule für Musik „Hanns Eisler“, Universität der Künste) gibt es eine regelmäßige Zusammenarbeit mit wichtigen musikalischen Kulturträgern der Stadt wie dem Landesmusikrat, der Landesmusikakademie, dem Konzerthaus Berlin sowie wichtigen Orchestern der Stadt. Die intensive musikalische Ausbildung wird in die gymnasiale Ausbildung integriert, bei Jugend musiziert erbrachte Leistungen können in das Abitur eingebracht werden.
Die meisten Schüler kommen aus Berlin und Brandenburg, es gibt aber auch Schüler aus anderen Bundesländern. Nur ein kleiner Teil ist im Internat untergebracht. Die auf 165 begrenzte Schülerzahl wird in kleinen Klassen einzügig unterrichtet. Als Fremdsprachen werden Englisch und Französisch angeboten. Im Gegensatz zu regulären Gymnasien in Berlin legen die Schüler ihr Abitur nach 13 Jahren ab. Eine zusätzlich eingeschobene Klasse 11 entlastet die Stundentafeln der Schüler, um mehr Freiraum für die musikalische Ausbildung bieten zu können.
Aufgrund der Kooperation mit den Musikhochschulen gelten Sonderregelungen für die Ferientermine.

## Orchester
Seit 1996 besteht an der Schule ein eigenes Sinfonieorchester. Die jährlichen Höhepunkte bilden die Frühlingskonzerte im Konzertsaal der Universität der Künste und in der Kaiser-Wilhelm-Gedächtniskirche sowie das Sommerkonzert im Kammermusiksaal der Berliner Philharmonie. Die künstlerische Leitung hat der Dirigent Aurélien Bello.

## Aufnahmeverfahren
Das Aufnahmeverfahren an der Schule sieht das Bestehen einer Eignungsprüfung auf einem Musikinstrument vor. Die Prüfung kann in Akkordeon, Blockflöte, Fagott, Gesang, Gitarre, Harfe, Horn, Jazz, Klarinette, Klavier, Kontrabass, Oboe, Posaune, Querflöte, Saxophon, Schlagzeug, Trompete, Tuba, Viola, Violine oder Violoncello abgelegt werden.
Die abnehmende Fachkommission setzt sich aus Hochschullehrern der zwei Berliner Musikhochschulen zusammen. Außerdem findet eine Hör- und Musiktheorieprüfung statt. Ausländische Schüler müssen darüber hinaus einen entsprechenden Sprachtest ablegen.

## Schulgeld
Die künstlerische Ausbildung an der Musikhochschule wird mit 120 Euro pro Semester veranschlagt. Die Kosten für ein Zimmer im Internat belaufen sich auf 230 Euro pro Monat. Hinzu kommen Schülerticket und Verpflegung.

## Dussmann-Wettbewerb
Seit 2010 stiftet die Dussmann-Gruppe unter der Aufsichtsratsvorsitzenden Catherine von Fürstenberg-Dussmann den Dussmann-Wettbewerb. Die Preisträgerstücke wurden von den 12- bis 19-Jährigen im Apollosaal der Staatsoper Unter den Linden aufgeführt. Außerdem finanzierte das Unternehmen die Reparatur von Instrumenten, die 2009 bei einem Schwelbrand beschädigt wurden, sowie den Umbau der Aula zum Konzertsaal.

## Freundeskreis

Logo des Freundeskreises

Die Freunde und Förderer des Musikgymnasiums Carl Philipp Emanuel Bach, ein eingetragener gemeinnütziger Verein, unterstützen die Traditionspflege der Spezialschule für Musik im Musikgymnasium. Sie finanzieren Projekte und tragen zum öffentlichen Ansehen dieses hochspezialisierten Musikgymnasiums bei.

## Absolventen
- Mathias Baier, Fagottist (Solist an der Staatskapelle Berlin)
- Thomas Blumenthal, Gitarrist
- Thomas Böttger, Komponist und Pianist
- Astrid von Brück, Harfenistin (Solistin an der Sächsischen Staatskapelle Dresden)
- Christian-Friedrich Dallmann, Hornist (Professor an der Universität der Künste Berlin)
- Stefan Fehlandt, Bratschist (Professor an der Hochschule für Musik und Darstellende Kunst Stuttgart)
- Stephan Forck (Professor an der Hochschule für Musik und Darstellende Kunst Stuttgart)
- Jürgen Ganzer, Komponist und Akkordeonist (Professor an der Hochschule für Musik Hanns Eisler Berlin)
- Burkhard Glaetzner, Oboist (Gründer der Gruppe Neue Musik Hanns Eisler, Professor an der Universität der Künste Berlin)
- Wolfram Große, Klarinettist (Solistin an der Staatskapelle Berlin)
- Ekkehard Hering, Oboist
- Erich Wolfgang Krüger, Bratschist (Professor an der Hochschule für Musik Franz Liszt Weimar)
- Olaf Krumpfer, Posaunist (Professor an der Hochschule für Musik Carl Maria von Weber Dresden)
- Sigrid Lehmstedt, Pianistin (Professorin an der Hochschule für Musik Franz Liszt Weimar)
- Karin Leo, Gitarristin, künstlerische Leiterin des Musikgymnasiums
- Michael Masur, Klavierbauer und -stimmer
- Stephan Petzold, Kontrabassist (Professor an der Hochschule für Musik Hanns Eisler Berlin)
- Kai Rapsch, Oboist, Englischhornist und Unternehmer (Solist bei den Münchner Philharmonikern)
- Frank Reinecke, Geiger (Professor an der Hochschule für Musik und Darstellende Kunst Stuttgart)
- Sophia Reuter, Geigerin und Bratschistin
- Michael Sanderling, Dirigent und Cellist (Professor an der Hochschule für Musik und Darstellende Kunst Frankfurt am Main)
- Graziella Schazad, Songwriterin
- Gerd Schenker, Schlagzeuger (Solist beim MDR-Sinfonieorchester)
- Katrin Scholz, Geigerin (Professorin an der Hochschule für Künste Bremen)
- Christine Schornsheim, Cembalistin und Pianistin (Professorin an der Hochschule für Musik und Theater München)
- Peter Schurrock, Klarinettist (Solist am Gewandhausorchester)
- Petra Schwieger, Geigerin (Staatskapelle Berlin)
- Michael Stöckigt, Pianist und Komponist
- Christian Sprenger, Flötist (Solist beim MDR-Sinfonieorchester)
- Katharina Triendl, Geigerin (Münchner Philharmoniker)
- Jan Vogler, Cellist
- Tim Vogler, Geiger (Gründer des Vogler-Quartetts, Professor an der Hochschule für Musik und Darstellende Kunst Stuttgart)
- Iskandar Widjaja, Geiger
- Miloš Bulajić, Pianist (am Gymnasium), später Sänger, Tenor (an der Staatsoper Unter den Linden)